# Condado de Sierra (Novo México)
O Condado de Sierra é um dos 33 condados do Estado americano do Novo México. A sede do condado é Truth or Consequences, e sua maior cidade é Truth or Consequences. O condado possui uma área de 10 972 km² (dos quais 145 km² estão cobertos por água), uma população de 13 270 habitantes, e uma densidade populacional de 1 hab/km² (segundo o censo nacional de 2000). O condado foi fundado em 1884.